# Landgericht Altona
Das Landgericht Altona war ein preußisches Gericht der ordentlichen Gerichtsbarkeit im Bezirk des Oberlandesgerichts Kiel mit Sitz in Altona.

## Vorgeschichte
Mit der Abtretung Schleswig-Holsteins wurde 1867 in der nunmehr preußischen Provinz die Gerichtsorganisation vereinheitlicht. Es wurden die fünf Kreisgerichte Altona, Itzehoe, Kiel, Schleswig und Flensburg mit dem übergeordneten Appellationsgericht Kiel eingerichtet.

## Geschichte
Das königlich-preußische Landgericht Altona wurde mit Wirkung zum 1. Oktober 1879 als eines von drei Landgerichten im Bezirk des Oberlandesgerichtes Kiel gebildet. Der Sitz des Gerichts war Altona. Das Landgericht war danach für den Stadtkreis Altona und die Landkreise Herzogtum Lauenburg, Pinneberg, Steinburg und Süderdithmarschen sowie Teile des Landkreises Segeberg zuständig. Ihm waren folgende Amtsgerichte zugeordnet:
| Amtsgericht              | Sitz         | Bezirk |
| ------------------------ | ------------ | --- |
| Amtsgericht Ahrensburg   | Ahrensburg   | Aus dem Kreis Stormarn die Gemeindebezirke Ahrensburg, Ahrensfelde, Alt-Rahlstedt, Beimoor, Bergstedt, Bünningstedt, Duvenstedt, Harksheide, Hoisbüttel, Hoisbüttel (Gut), Hummelsbüttel, Kremerberg, Lemsahl-Mellingstedt, Meiendorf, Meilsdorf, Neu-Rahlstedt, Oldenfelde, Poppenbüttel, Sasel, Tangstedt, Tangstedterheide, Timmerhorn, Wilstedt und Wulfsdorf sowie die Gutsbezirke Ahrensburg und Tangstedt. |
| Amtsgericht Altona       | Altona       | Stadtkreis Altona und aus dem Kreis Pinneberg die Stadtbezirke Bahrenfeld, Eidelstedt, Lokstedt, Niendorf, Oevelgönne, Othmarschen und Stellingen. |
| Amtsgericht Bargteheide  | Bargteheide  | Aus dem Kreis Stormarn die Gemeindebezirke Bargfeld, Bargteheide, Delingsdorf, Elmenhorst, Fischbek, Hammoor, Jersbek, Klein Hansdorf, Lasbek Dorf und Gut, Mönkenbrook, Nienwohld, Stegen, Tremsbüttel, Vorburg und Wulksfelde sowie die Gutsbezirke Bargteheide (Forstgutsbezirk), Jersbek, Stegen und Wulksfelde. |
| Amtsgericht Blankenese   | Blankenese   | Aus dem Kreis Pinneberg den Stadtbezirk Wedel und die Gemeindebezirke Blankenese, Dockenhuden, Groß Flottbek, Holm, Klein Flottbek, Lurup, Nienstedten, Osdorf, Rissen, Schenefeld, Schulau, Spitzendorf und Sülldorf. |
| Amtsgericht Eddelak      | Eddelak      | Aus dem Kreis Süderdithmarschen die Gemeindebezirke Brunsbüttel, Brunsbüttel-Eddelaker Koog, Burg, Eddelak und der Gutsbezirk Kuden-See. |
| Amtsgericht Elmshorn     | Elmshorn     | Aus dem Kreis Pinneberg der Stadtbezirk Elmshorn und die Gemeindebezirke Hainholz, Kurzenmoor, Langelohe und Raa-Besenbek. |
| Amtsgericht Glückstadt   | Glückstadt   | Aus dem Kreis Steinburg der Stadtbezirk Glückstadt und die Gemeindebezirke Blomesche Wildnis, Engelbrechtsche Wildnis, Groß Kollmar, Herzhorn, Klein Kollmar und Neuendorf (Gut). |
| Amtsgericht Itzehoe      | Itzehoe      | Kreis Steinburg außer den Teilen, die den Amtsgerichten Glückstadt, Kellinghusen, Krempe und Wilster zugeordnet waren. |
| Amtsgericht Kellinghusen | Kellinghusen | Aus dem Kreis Steinburg der Stadtbezirk Kellinghusen, die Gemeindebezirke Auufer, Breitenberg, Brokstedt, Fitzbek, Grönhude, Hennstedt, Hingstheide, Lohbarbek, Lockstedt, Mühlenbarbek, Mühlenbek, Oeschebüttel, Overndorf, Poyenberg, Quarnstedt, Rade, Rensing, Ridders, Rosdorf, Sarlhusen, Siebenecksknöll, Silzen, Stellau, Störkathen, Vorbrügge, Westermoor, Wiedenborstel, Willenscharen, Wittenbergen, Wrist und Wulfsmoor sowie der Gutsbezirk Rostorf. |
| Amtsgericht Krempe       | Krempe       | Aus dem Kreis Steinburg der Stadtbezirk Krempe und die Gemeindebezirke Altenmoor, Borsfleth, Elskop, Grevenkop, Hohenfelde, Horst, Kammerland, Kiebitzreihe, Krempdorf, Moordiek, Neuenbrook, Rethwisch, Sommerland-Grönland und Süderau. |
| Amtsgericht Lauenburg    | Lauenburg    | Aus dem Kreis Herzogtum Lauenburg der Stadtbezirk Lauenburg, die Gemeindebezirke Bartelsdorf, Basedow, Buchhorst, Büchen, Dalldorf, Fitzen, Franzhagen, Grünhof-Tesperhude, Gülzow, Hamwarde, Juliusburg, Kollow, Krokow, Krüzen, Lanze, Lütau, Pötrau, Schnakenbek, Schulendorf, Wangelau, Wiershop, Witzeeze und Worth sowie die Gutsbezirke Dalldorf, Grünhof (Forstbezirk), Gülzow, Hamwarde (Forstbezirk) und Krümmel. |
| Amtsgericht Marne        | Marne        | Aus dem Kreis Süderdithmarschen die Gemeindebezirke Frederik VII Koog, Wilhelmkoog, Kronprinzenkoog und Marne sowie den Gutsbezirk Marner Vorlande. |
| Amtsgericht Meldorf      | Meldorf      | Den Kreis Süderdithmarschen außer der Teilen, die den Amtsgerichten Eddelak und Marne zugeordnet waren. |
| Amtsgericht Mölln        | Mölln        | Aus dem Kreis Herzogtum Lauenburg der Stadtbezirk Mölln, die Gemeindebezirke Alt-Mölln, Anker, Bälau, Bergrade, Besenthal, Borstorf, Breitenfelde, Bröthen, Brunsmark, Grambek, Gretenberge, Göttin, Gudow, Hollenbek, Hornbek, Koberg, Kühlen, Langenlehsten, Lankau, Lehmrade, Niendorf bei Berkenthin, Niendorf a. d. St., Sarnekow, Sterley und Woltersdorf sowie die Gutsbezirke Gudwo, Hollenbek, Koberg (Forstgutsbezirk), Kogel, Marienewohlde, Niendorf (Forstgutsbezirk), Niendorf a. d. St. und Woltersdorf. |
| Amtsgericht Oldesloe     | Oldesloe     | Aus dem Kreis Stormarn der Stadtbezirk Oldesloe, die Gemeindebezirke Barkhorst, Neritz, Pölitz, Rohlfshagen, Rümpel, Schlamersdorf, Schmachthagen, Sühlen und Vinzier und die Gutsbezirke Blumendorf, Fresenburg, Grabau, Hohenholz, Höltenklinken, Krummbek, Rütschau, Schulenburg und Trakau sowie aus dem Kreis Segeberg die Gemeindebezirke Oering , Seth und Sülfeld und den Gutsbezirk Borstel. |
| Amtsgericht Pinneberg    | Pinneberg    | Den Kreis Pinneberg außer der Teilen, die den Amtsgerichten Altona, Blankenese, Elmshorn, Rantzau und Uetersen zugeordnet waren. |
| Amtsgericht Rantzau      | Rantzau      | Aus dem Kreis Pinneberg den Fleckensbezirk Barmstedt, die Gemeindebezirke Bevern, Bilsen, Bokel, Bokelseß, Bokholt, Brande, Bullenkuhlen, Eekholt, Ellerhoop, Großendorf, Groß Offenseth, Heede, Hemdingen, Klein Offenseth, Kölln, Langeln, Lutzhorn, Osterhorn und Westerhorn und den Gutsbezirk Rantzau sowie aus dem Kreis Segeberg die Gemeindebezirke Alveslohe und Ellerau sowie den Gutsbezirk Kaden. |
| Amtsgericht Ratzeburg    | Ratzeburg    | Den Kreis Herzogtum Lauenburg außer der Teilen, die den Amtsgerichten Lauenburg, Mölln, Schwarzenbek und Steinhorst zugeordnet waren. |
| Amtsgericht Reinbek      | Reinbek      | Aus dem Kreis Stormarn die Gemeindebezirke Barsbüttel, Boberg, Braak, Glinde, Havighorst, Jenfeld, Langenlohe, Lohbrügge, Öjendorf, Ohe, Ost-Steinbek, Reinbek, Sande, Schiffbek, Schönningstedt, Stapelfeld, Steinbek, Stellau, Stemwarde und Willinghusen sowie die Gutsbezirke Reinbek (Forstgutsbezirk) und Silk. |
| Amtsgericht Reinfeld     | Reinfeld     | Aus dem Kreis Stormarn der Fleckensbezirk Reinfeld, die Gemeindebezirke Ahrensfelde, Altenweide, Badendorf, Benstaben, Boden, Dahmsdorf, Groß Barnitz, Groß Wesenberg, Hamberge, Hansfelde, Havighorst, Heidekamp, Heilshoop, Klein Barnitz, Klein Schenkenberg, Klein Wesenberg, Losfeld, Meddewade, Mönkhagen, Neuhof, Niendorf, Pöhls, Ratzbek, Rehhorst, Rethwischdorf, Rethwischfeld, Selmsdorf, Steensrade, Steinfeld, Steinhof, Stubbendorf, Tralauerholz, Treuholz, Westerau, Willendorf und Zarpen sowie die Gutsbezirke Frauenholz, Reinfeld (Forstgutsbezirk), Rethwisch (Forstgutsbezirk), Trenthorst und Wulmenau. |
| Amtsgericht Schwarzenbek | Schwarzenbek | Aus dem Kreis Herzogtum Lauenburg die Gemeindebezirke Aumühle-Billenkamp, Basthorst, Besenhorst, Börnsen, Brunstorf, Dahmker, Dassendorf, Elmenhorst, Escheburg, Fuhlenhagen, Grabau, Groß Pampau, Grove, Güster, Hamfelde, Havekost, Hohenhorn, Kankelau, Kaseburg, Klein Pampau, Röthel, Kröppelshagen, Kuddewörde, Möhnsen, Mühlenrade, Müssen, Rüssau, Roseburg, Rothenbek, Sahms, Siebeneichen, Schwarzenbek, Talkau, Wentorf und Wohltorf sowie die Gutsbezirke Basthorst, Lanken, Müssen, Schwarzenbek und Wotersen. |
| Amtsgericht Steinhorst   | Steinhorst   | Aus dem Kreis Herzogtum Lauenburg die Gemeindebezirke Bliestorf, Boden, Duvensee, Franzdorf, Grinau, Groß Klinkrade, Groß Schenkenberg, Kastorf, Klein Klinkrade, Labenz, Linau, Lüchow, Rothenhausen, Sandesneben, Schiphorst, Schönberg, Schürensöhlen, Siebenbäumen, Sirksfelde, Stubben und Wentorf sowie die Gutsbezirke Bliestorf, Duvensee (Forstgutsbezirk), Groß Schenkenberg, Kastorf, Linau (Forstgutsbezirk), Sirksfelde (Forstgutsbezirk) und Steinhorst. |
| Amtsgericht Trittau      | Trittau      | Aus dem Kreis Stormarn die Gemeindebezirke Eichede, Grande, Großensee, Grönwohld, Hamfelde, Hohenfelde, Hoisdorf, Köthel, Kronshorst, Lütjensee, Mollhagen, Oetjendorf, Papendorf, Rausdorf, Siel, Sprenge, Todendorf, Trittau und Witzhave sowie die Gutsbezirke Todendorf (Forstgutsbezirk) und Trittau (Forstgutsbezirk). |
| Amtsgericht Uetersen     | Uetersen     | Aus dem Kreis Pinneberg der Stadtbezirk Uetersen, die Gemeindebezirke Groß Nordende, Haselau, Haseldorf, Heidgraben, Heist, Hetlingen, Klein Nordende, Moorrege, Neuendeich und Seestermühle sowie die Gutsbezirke Haselau, Haseldorf, Hettlinger Schanze, Pagenstand und Uetersen. |
| Amtsgericht Wandsbek     | Wandsbek     | Der Kreis Stormarn ohne die Teile, die den Amtsgerichten Ahrensburg, Bargteheide, Oldesloe, Reinbek, Rheinfeld und Trittau zugeordnet waren. |
| Amtsgericht Wilster      | Wilster      | Aus dem Kreis Steinburg der Stadtbezirk Wilster und die Gemeindebezirke Aebtissinwisch, Beidenfleth, Beldorf, Brokdorf, Büttel, Dammfleth, Ecklak, Kudensee, Landrecht, Landscheide, Neuendorf (Wilster), Nortorf (Wilster), Sachsenbande, St. Margarethen, Stördorf und Wewelsfleth. |

Der  Landgerichtsbezirk  hatte 1888 zusammen 378.940 Einwohner. Am Gericht waren ein Präsident, drei Direktoren und fünfzehn Richter tätig.
Als Altona durch das Groß-Hamburg-Gesetz von 1937 nach Hamburg eingemeindet wurde, wurde das Landgericht Altona zum 31. März 1937 aufgehoben und das Landgericht Itzehoe an seiner Stelle gebildet.

### Landesarbeitsgericht Altona
Gemäß Arbeitsgerichtsgesetz vom 23. Dezember 1926 wurden in Deutschland Arbeitsgerichte gebildet. Diese waren nur in der ersten Instanz unabhängig, die Landesarbeitsgerichte waren den Landgerichten zugeordnet. Am Landgericht Altona entstand so 1927 das Landesarbeitsgericht Altona als eines von zwei Landesarbeitsgerichten im Bezirk des Oberlandesgerichtes Kiel. Dem Landesarbeitsgericht Altona waren folgende Arbeitsgerichte zugeteilt: Arbeitsgericht Altona, Arbeitsgericht Heide, Arbeitsgericht Itzehoe, Arbeitsgericht Pinneberg, Arbeitsgericht Ratzeburg und Arbeitsgericht Wandsbek.